# فلوران سيرا

## روابط إضافية
- فلوران سيرا على موقع رابطة محترفي التنس (الإنجليزية)
- فلوران سيرا على موقع الاتحاد الدولي لكرة المضرب (الإنجليزية)
- فلوران سيرا على موقع خلاصة التنس.كوم (الإنجليزية)
- فلوران سيرا على موقع إي إس بي إن.كوم (الإنجليزية)
- Serra Recent Match Results
- Serra World Ranking History